# Брыгин, Никита Алексеевич
Никита Алексеевич Брыгин (11 августа 1927, Вологда — 27 февраля 1985, Одесса) — русский советский журналист, краевед, писатель, сотрудник КГБ. Основатель Одесского литературного музея и Одесского музея Комитета государственной безопасности СССР (ныне музей одесской СБУ).
C 1952 до смерти жил в Одессе.
Когда основатель музея, его первый директор, Никита Алексеевич Брыгин набирал сотрудников, он постарался, чтобы в сектор, ведающий литературой 1920-х годов, связанной с именами Бабеля, Багрицкого, Ильфа, Петрова, Катаева, Олеши, Паустовского, Славина, Инбер, попали преимущественно евреи. «Пусть они занимаются своими, у них лучше получится», — говаривал он..
 Наталья Каракина — 
Спускаясь по улице Ланжероновской в сторону моря, вглядитесь в мемориальную доску, установленную на фасаде музея, — это лицо человека, который продолжает жить в нашей памяти, пока мы бываем в музее, пока мы интересуемся нашей литературной историей, а значит, будет жить в ней всегда.
 Юлия Женевская — 

## Книги автора
- Времён стремительная связь. Литературоведческие очерки. Одесса, Маяк, 1977.
- Время веры и больших надежд. Поэтическая антология Паустовского.
- Как хлеб и воздух.
- Азбука (повесть).
- Тайны, легенды, жизнь. Вечерняя Одесса (газета), 1984, Одесса: Optimum, 2003.